# قائمة البعثات الدبلوماسية في كازاخستان

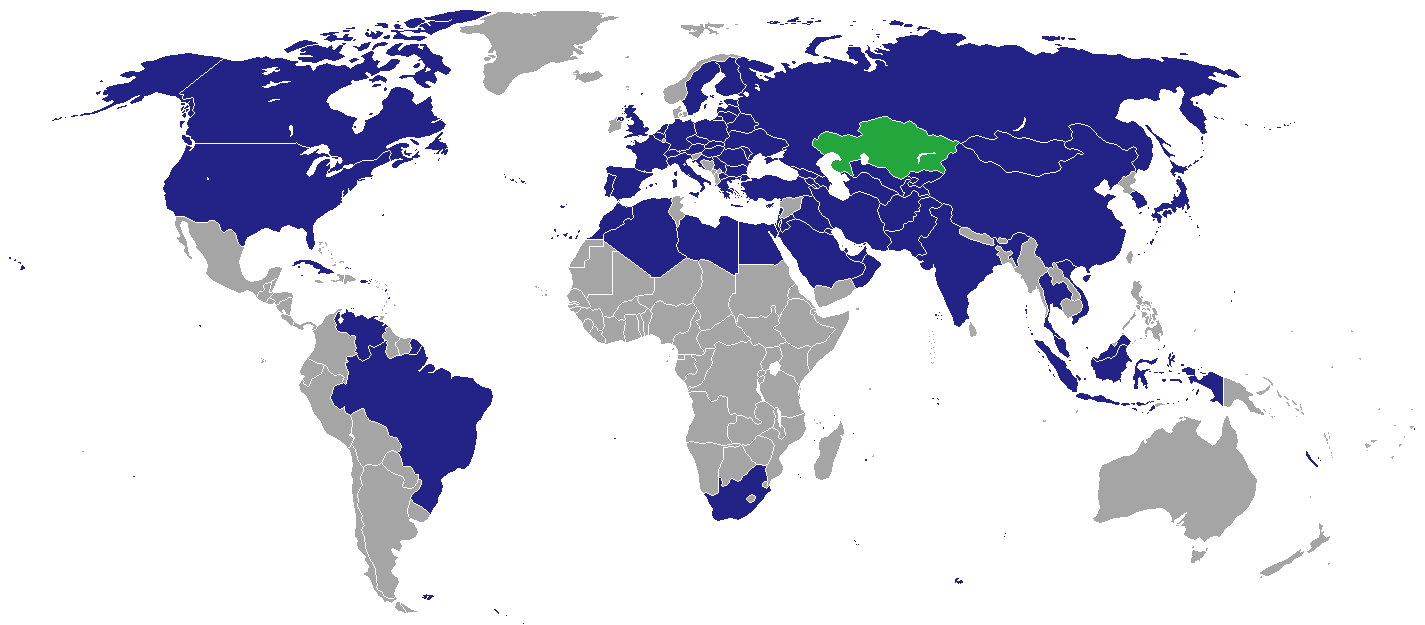
خريطة البعثات الدبلوماسية في كازاخستان

هذه قائمة البعثات الدبلوماسية في كازاخستان. في الوقت الحاضر، تستضيف العاصمة نور سلطان 69 سفارة.

## السفارات

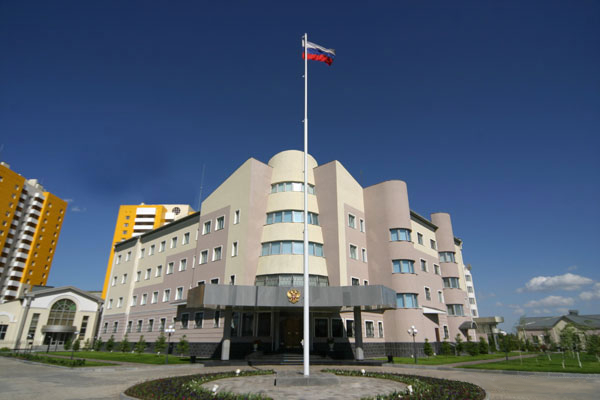
سفارة روسيا في نور سلطان

### نور سلطان
- أفغانستان
- أرمينيا
- النمسا
- أذربيجان
- بيلاروس
- بلجيكا
- البرازيل
- بلغاريا
- كندا
- الصين
- كرواتيا
- كوبا
- جمهورية التشيك
- مصر
- إستونيا
- فنلندا
- فرنسا
- جورجيا
- ألمانيا
- اليونان
- Holy See
- هنغاريا
- الهند
- إندونيسيا
- إيران
- العراق
- إسرائيل
- إيطاليا
- اليابان
- الأردن
- الكويت
- قرغيزستان
- لاتفيا
- لبنان
- ليبيا
- ليتوانيا
- ماليزيا
- منغوليا
- المغرب
- هولندا
- مقدونيا
- عُمان
- باكستان
- فلسطين
- بولندا
- البرتغال
- قطر
- رومانيا
- روسيا
- السعودية
- صربيا
- سلوفاكيا
- جنوب إفريقيا
- كوريا الجنوبية
- Sovereign Military Order of Malta
- إسبانيا
- السويد
- سويسرا
- طاجيكستان
- تايلاند
- تركيا
- تركمانستان
- أوكرانيا
- الإمارات العربية المتحدة
- المملكة المتحدة
- الولايات المتحدة
- أوزبكستان
- فنزويلا
- فيتنام

## وظائف أخرى
- الاتحاد الأوروبي (وفد)

## القنصليات العامة / القنصليات

### ألماتي
- أفغانستان
- بلجيكا (قنصلية)
- الصين
- فرنسا
- ألمانيا
- المجر
- إيران[1]
- قرغيزستان
- لاتفيا (قنصلية)
- ليتوانيا
- منغوليا
- بولندا
- روسيا
- كوريا الجنوبية
- سويسرا
- طاجيكستان (قنصلية)
- تركيا [2]
- تركمانستان (قنصلية)
- أوكرانيا
- الولايات المتحدة
- أوزبكستان

### أكتاو
- أذربيجان (قنصلية)
- إيران (قنصلية)
- تركيا
- تركمانستان (قنصلية)
- أوزبكستان

### أورال
- روسيا (قنصلية)

## السفارات غير المقيمة
مقيم في موسكو، روسيا :
- الأرجنتين[3]
- أستراليا[4]
- البوسنة والهرسك[5]
- البحرين
- جمهورية إفريقيا الوسطى
- تشيلي[6]
- كوستاريكا
- كولومبيا
- قبرص[7]
- الرأس الأخضر
- الدنمارك[8]
- غواتيمالا[9]
- آيسلندا[10]
- أيرلندا[11]
- كينيا[12]
- لاوس
- لبنان
- لوكسمبورغ[13]
- مولدوفا[14]
- نيوزيلندا[15]
- نيجيريا[16]
- بنما
- بيرو[17]
- الفلبين[18]
- سيراليون
- سلوفينيا[19]
- سريلانكا[20]
- تنزانيا
- تونس
- الأوروغواي[21]
- زيمبابوي
- زامبيا

من أماكن أخرى:
- الجزائر (طشقند)
- بوتان (نيو دلهي)
- كمبوديا (انقره)
- ليسوتو (نيو دلهي)
- جزر المالديف (كولومبو)
- مالطا (فليتا)[22]
- المكسيك (انقره)[23]
- سنغافورة (سنغافوره)[24]
- توغو (برلين)
- تايوان (انقره)
- تونغا (كانبره)